# Mister Gay Chile
Mister Gay Chile es el título nacional de belleza integral para hombres gay de Chile. La elección de los candidatos no se basa únicamente en los atributos físicos, sino que también se evalúan las habilidades comunicativas de los solicitantes, su forma de expresión. También se considera y, sobre todo, el nivel de compromiso de cada participante con las causas y valores de la comunidad gay. La más reciente edición de esta competencia fue celebrada en marzo de 2024, en la ciudad de Rancagua. 

## Historia
A marzo de 2024, el poseedor del título de Mr. Gay Chile es Juan José Villavicencio, quien obtuvo el título en la ciudad de Rancagua, representando a Viña del Mar. Juan José sucedió en el título a Francisco Aros, que en el concurso internacional de 2023, logró el premio al Mejor Traje Típico con una alegoría a los pueblos originarios del norte de Chile.
El mayor logro de Chile en un concurso de belleza gay internacional se produjo cuando Pablo Salvador Sepúlveda, Mr. Gay Chile 2009-2010, ganó el título de Internacional Mr Gay 2011.
El mayor éxito de Chile en el certamen Mr. Gay World, fue en un octubre de 2022, cuando Jesús Castillo ubicó a Chile por primera vez entre los 5 primeros del certamen. 
En mayo de 2017, Juan Pedro Pavez Bohle ganó las fajas de Mr. Sport Challenge y Mr. Fashion Show y ubicó a Chile por primera vez entre los 10 primeros del certamen.

## Objetivo
El propósito de los titulares del título de Mister Gay Chile es proyectar una imagen positiva de los hombres gays. El ganador de 2020 fue elegido por el director del certamen ante la imposibilidad de realizar este. Lo mismo ocurrió con el ganador de 2023.